# Aluvión de Lo Barnechea de 2009
El Aluvión de Lo Barnechea de 2009 o Aluvión del Camino a Farellones de 2009 es un hecho ocurrido el 6 de septiembre de 2009 pasadas las 14:30  (UTC-4 hora local) en la comuna chilena de Lo Barnechea, que afectó a varias familias del sector.

## Desastre
Pasada la hora 14.30 local, el aluvión cortó la Ruta G-21 en los kilómetros 6, 11 y 13, siendo el kilómetro 6, la zona más afectada. En total hubo 67 personas damnificadas. En primeros momentos se hablaba de 8 desaparecidos, 6 de ellos falsas alarmas, que se encontraban aislados, dentro de sus casas o vehículos. Hubo unos 20 heridos, 3 de ellos de gravedad. Se encontraron dos cádaveres pertenecientes a María Fernanda Corvalán (encontrada en la Rotonda Lo Curro) y su hija Daniela Astillaga de 1 año aún sigue en búsqueda. En total unas 50 casas quedaron afectadas, 6 deberán ser demolidas, otras 18 con consecuencias graves. En total 12 vehículos fueron arrastrados por el conjunto de agua, barro y rocas. Horas después del desastre se ordenó la evacuación total de las personas ubicadas en la "Zona de peligro", zona en donde se temía un nuevo aluvión.

## Consecuencias
Los damnificados fueron llevados a un albergue provisorio ubicado en el centro de [Lo Barnechea], se presume que se quedarán allí hasta el jueves 10 de septiembre. Por su parte las personas que se encontraban en el centro de esquí [Farellones], unas 40 o 50, tuvieron que quedarse en el centro de esquí hasta el día siguiente, [7 de septiembre]. El [8 de septiembre], se confirma un total de 67 damnificados, 24, heridos, 3 de gravedad y 2 personas muertas, una mujer de 34 años y su hija de 1 año de edad encontradas a la altura del centro de eventos [Casapiedra].